# Tramvaje KPS série 28–33 (Ostrava)
Tramvaje série 28–33 jsou typem dvounápravové obousměrné tramvaje klasické koncepce, která byla vyráběna firmou Brno-Královopolská továrna na stroje a vagóny, a. s. (dnes Královopolská, a. s.) pro Společnost moravských místních drah (S.M.M.D.; dříve B.L.E.G. - Společnost brněnských místních drah, dnes Dopravní podnik Ostrava, a. s.).

## Historické pozadí
V polovině 20. let 20. století elektrifikovala S.M.M.D. trať Svinov–Klímkovice, díky čemu nastala potřeba nových vozů pro zajištění dopravy. Proto bylo objednáno šest motorových vozů, které byly postaveny u výrobce, jenž je pak následně dodal bez elektrické výzbroje ke Společnosti moravských místních drah. V jejích dílnách jim dosadily výzbroje, které byly osvědčené od Československých závodů Brown-Boveri akc. spol. v Drásově.

## Konstrukce
Vozová skříň byla tvořená ocelovými profily a dřevěnou kostrou. Okenní sloupky byly oplechované, vnější spodní část bočnic byla obložená mořenými dřevěnými peřejkami. Okna byla uchycena do dřevěného rámu. Krajní okna v interiéru byla spouštěcí. Střechu tvořily dřevěné palubky, které byly z vnější strany pokryty plátnem. Stěny oddělující plošiny a salón pro cestující byly dřevěné s jednodílnými posuvnými dveřmi. Sedadla byla příčně uspořádaná 2+1. Plošiny vozu byly oproti dříve dodaným vozům prodloužené, což byla výhoda, dále byly uzavírané, jako u prvních vozů vůbec, posuvnými dveřmi. Odpory byly umístěny pod podlahou vozu.
Elektrická výzbroj byla u vozů vyrobeným v KPS Brno od firmy BBC, vozy byly vybaveny řídícími kontroléry B 40 a stykačové kontroléry P 4. Dále výzbroj sestávala z dvojice motorů typu GTM 3i. U vozů vyrobených v Kopřivnici byly řídící kontroléry od Českomoravské-Kolbenovy, a. s. (zkráceně ČMK) typu Ksv 55 a trakční motory TM60 o shodném výkonu jako předchozí typ motorů. Všechny vozy byly z výroby vybaveny lyrovými sběrači.

## Dodávky
V letech 1926–1927 bylo vyrobeno celkem 6 motorových vozů série 28–33.
| Současný stát | Město   | Článek | Výrobce             | Roky dodávek | Počet vozů | Evidenční čísla při dodání | Poznámky                                   | Zdroj |
| ------------- | ------- | ------ | ------------------- | ------------ | ---------- | -------------------------- | ------------------------------------------ | ----- |
| Česko         | Ostrava | článek | KPS Brno            | 1926         | 2 kusy     | 28–29                      | řídící kontroléry BBC B 40                 | [ 2 ] |
| Česko         | Ostrava | článek | KPS Brno            | 1927         | 2 kusy     | 30–31                      | řídící kontroléry BBC B 40                 | [ 2 ] |
| Česko         | Ostrava | článek | Kopřivnická vozovka | 1927         | 2 kusy     | 32–33                      | řídící kontroléry ČMK Ksv 55, motory TM 60 | [ 2 ] |

## Provoz
Vozy se v provozu podrobili několika úpravám. Koncem 20. let 20. století došlo k přemístění rozjezdových a brzdových odporníků na střechu a na začátkem 30. let byl změněn nátěr meziokenní části z vagónové zelené na žlutou. Později jednu řadu zdvojených sedadel nahradila podélná lavice. Po roce 1945 postupně byly vozům vyměňovány lyrové sběrače za pantografy. V 50. letech jim byly dosazeny směrová světla a v polovině 60. let byly upraveny pro samoobslužný provoz (tzv. S-provoz).
Vůz ev. č. 31 byl vyřazen z osobní dopravy v roce 1968 a poté byl nasazen jako "pluh" k rotačním odmetačům sněhu. Při služebním provozu prošel podobnými úpravami jako jiné služební vozy určené pro sunutí odmetačů. V roce 1988 byl přečíslován na ev. č. 8031. Byl využíván do roku 1997, následně byl vyřazen a byly mu demontovány zařízení z interiéru. Od té doby stojí zatím bez využití a čeká na rekonstrukci např. na společenský vůz pro komerční využití podobně jako např. v Brně (KPS 4MT č. 4058 jako kavárenská tramvaj, nebo "Šalin-pub" K2R-RT ev. č. 1018), nebo v Praze (T3 Coupé).

## Historické vozy
| Původní provoz | Evidenční číslo | Současný majitel | Rok výroby | Historický od roku | Poznámky                                 | Zdroj |
| -------------- | --------------- | ---------------- | ---------- | ------------------ | ---------------------------------------- | ----- |
| Ostrava        | 31              | DPO              | 1927       | 1997               |                                          | [ 3 ] |
| Ostrava        | 33              | TMB              | 1927       | 2000               | vůz ve stavu služebního vozu ev. č. 8033 | [ 4 ] |

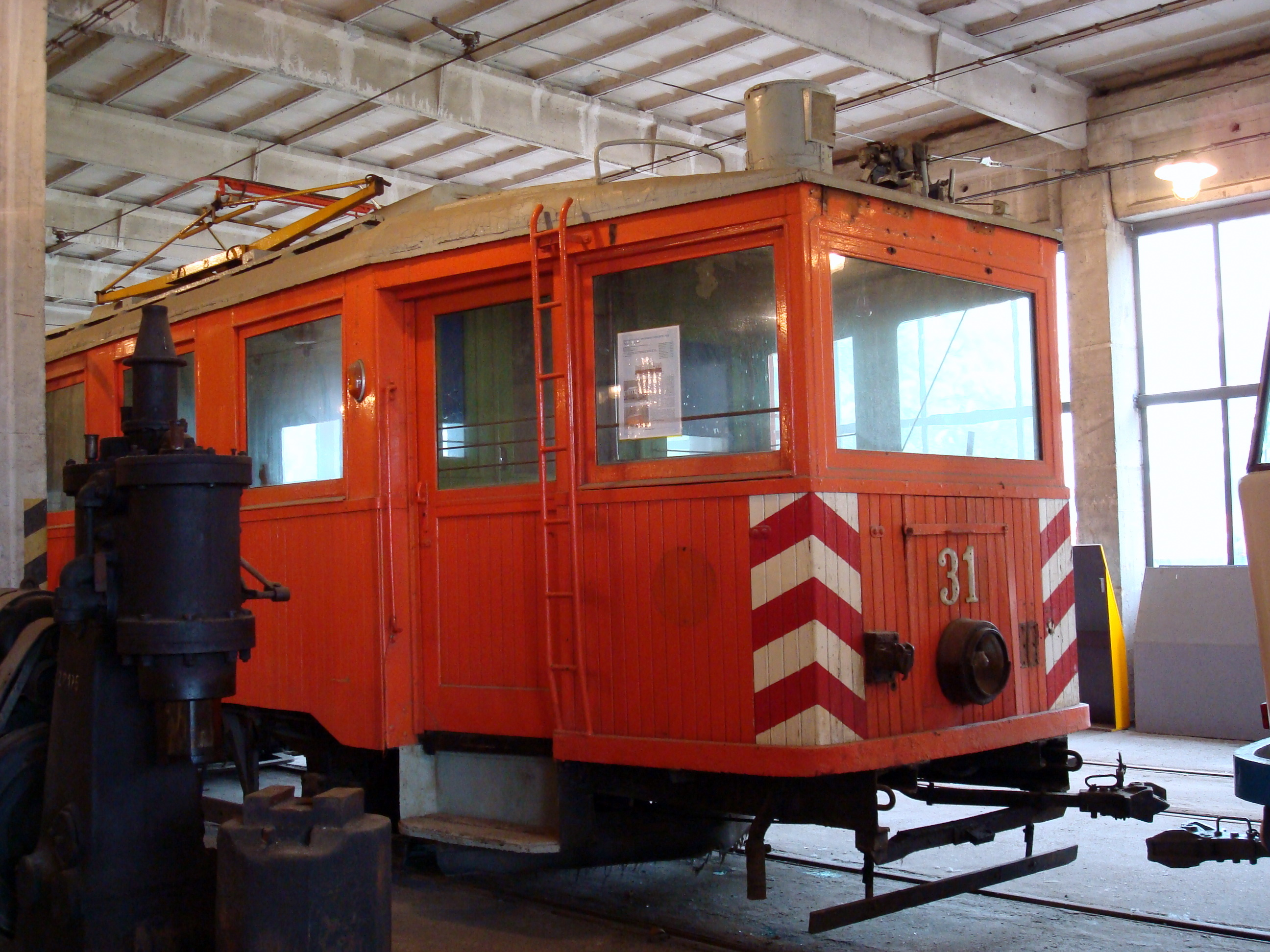
Vůz ev. č. 31 DPO
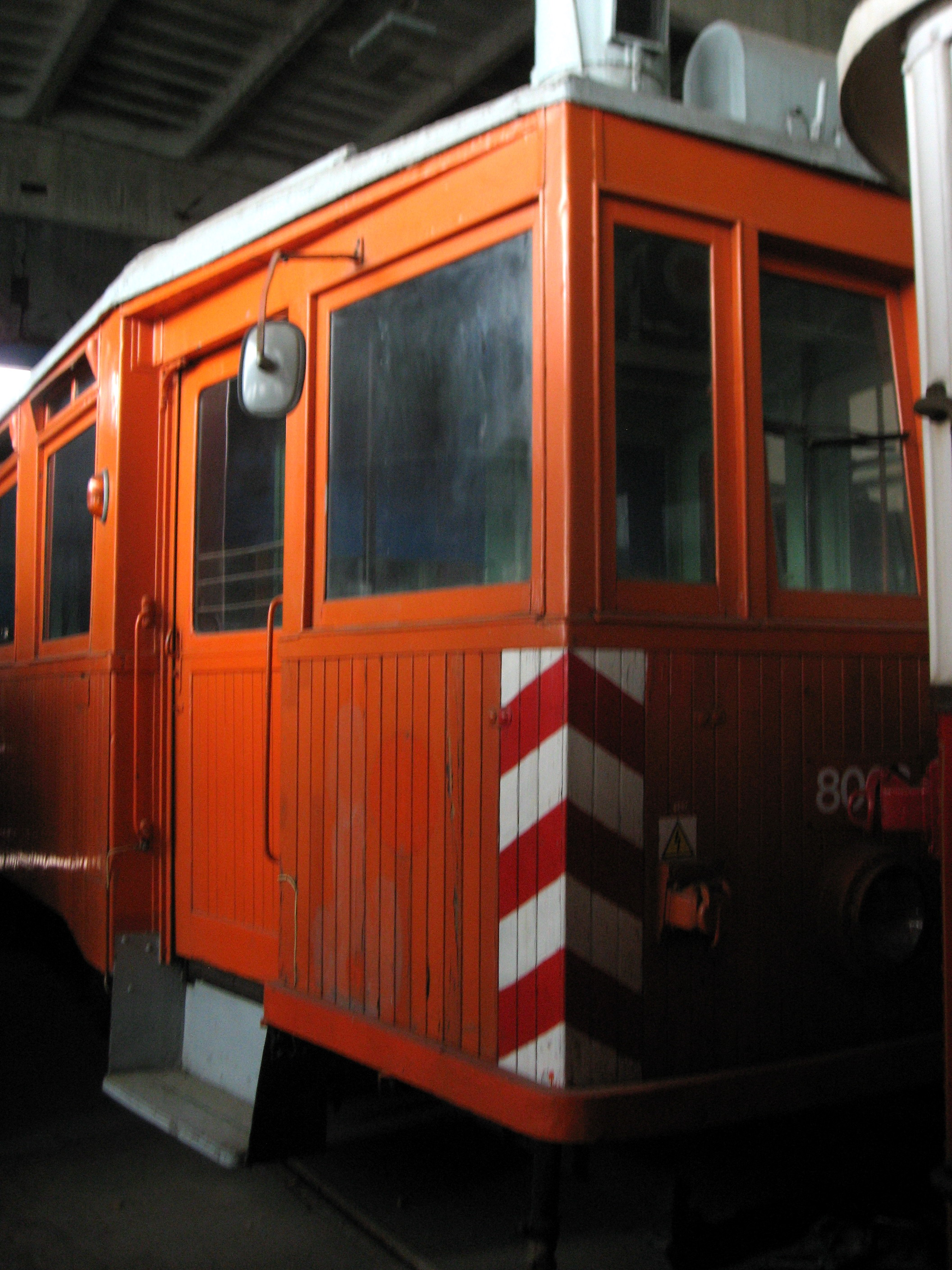
Vůz ev. č. 8033 (33) v depozitáři TMB v Líšni